# Sparkasse Langen-Seligenstadt
Die Sparkasse Langen-Seligenstadt hat ihren Sitz in Langen (Hessen) und in Seligenstadt. Das Geschäftsgebiet erstreckt sich über den Landkreis Offenbach mit Ausnahme der Stadt Rödermark und des Stadtteils Nieder-Roden der Stadt Rodgau. Zudem gehört auch der Hanauer Stadtteil Klein-Auheim zum Geschäftsgebiet.

## Geschichte
Das Kreditinstitut ging am 1. Januar 1992 aus der Fusion der Bezirkssparkasse Langen, gegründet 1844, und der Bezirks-Sparkasse Seligenstadt, gegründet 1840, hervor. Es ist ein dem gemeinen Nutzen dienendes Wirtschaftsunternehmen und eine mündelsichere Anstalt des öffentlichen Rechts. Die Sparkasse Langen-Seligenstadt ist Mitglied des Sparkassen- und Giroverbandes Hessen-Thüringen und über diesen dem Deutschen Sparkassen- und Giroverband e. V. Berlin angeschlossen. Sie steht als Unternehmen der Sparkassen-Finanzgruppe Hessen-Thüringen mit allen Einrichtungen der Deutschen Sparkassenorganisation im Verbund. Der Sparkassenzweckverband Langen-Seligenstadt ist Träger der Sparkasse Langen-Seligenstadt.

## Zahlen und Fakten
Die Sparkasse Langen-Seligenstadt wies im Geschäftsjahr 2023 eine Bilanzsumme von 4,907 Mrd. Euro aus und verfügte über Kundeneinlagen von 3,228 Mrd. Euro. Gemäß der Sparkassenrangliste 2023 liegt sie nach Bilanzsumme auf Rang 93. Sie unterhält 41 Filialen/Selbstbedienungsstandorte und beschäftigt 601 Mitarbeiter.

## Gesellschaftliches Engagement

### Stiftungen
Die Sparkasse hat zwei Stiftungen gegründet, die das Engagement, die Arbeit und bestehende Projekte in der Region unterstützen.

#### Stiftung Sparkasse Langen-Seligenstadt
Die 1985 gegründete Stiftung hat ihren Sitz in Langen und ist eine rechtsfähige Stiftung des bürgerlichen Rechts.
Zweck der Stiftung ist gemäß § 2 der Stiftungsverfassung die Förderung der Kultur, der Jugend-, Behinderten- und Altenpflege, der Denkmal- und der Heimatpflege sowie der Heimatkunde im Gebiet des Trägers der Sparkasse Langen-Seligenstadt.
Die Stiftung besitzt ein Stiftungskapital von 1.355.000 Euro, welches dauerhaft erhalten bleibt. Aus der Anlage dieses Stiftungskapitals stehen derzeit über 23.900 Euro jährlich zur Förderung zur Verfügung. Seit Gründung der Stiftung hat diese Mittel von über 1.300.000 Euro für verschiedenste Projekte der zu fördernden Bereiche bereitgestellt.
Die Aufgaben der Stiftung werden durch das Stiftungskuratorium und den
Stiftungsvorstand wahrgenommen; die Tätigkeit der Mitglieder in diesen Organen ist ehrenamtlich.

#### Stiftung – „Für Kinder und Jugendliche in unserer Region – Stiftung der Sparkasse Langen-Seligenstadt“
Die 2001 gegründete Stiftung „Für Kinder und Jugendliche in unserer Region - Stiftung der Sparkasse Langen-Seligenstadt“ hat ihren Sitz in Seligenstadt und ist eine rechtsfähige Stiftung des bürgerlichen Rechts.
Zweck der Stiftung ist die Förderung von Kindern und Jugendlichen im Geschäftsgebiet der Sparkasse Langen-Seligenstadt im weitesten Sinne, insbesondere der Gesundheit, der Erziehung und der Ausbildung und der sinnvollen Freizeitgestaltung.
Die Stiftung besitzt ein Stiftungskapital von 1.325.000 Euro, welches dauerhaft erhalten bleibt. Aus der Anlage dieses Stiftungskapitals stehen derzeit über 21.000 Euro jährlich zur Förderung von Kindern und Jugendlichen in der Region zur Verfügung. Seit Gründung der Stiftung hat diese mehr als 640.000 Euro für verschiedenste Projekte bereitgestellt.
Die Aufgaben der Stiftung werden durch das Stiftungskuratorium und den
Stiftungsvorstand wahrgenommen; die Tätigkeit der Mitglieder in diesen Organen ist ehrenamtlich.

### Initiativen

#### Kunst vor Ort
Intensive und kreative Kulturförderung hat seit Jahren im Kreis Offenbach hohe Priorität. Zahlreiche Veranstaltungen erfreuen sich großer Beliebtheit. Die jährliche Verleihung des Kultur- und Kulturförderpreises, die Zusammenarbeit mit ausländischen Vereinen sowie die Trägerschaft von zwei Kreismuseen in Dreieich und Seligenstadt tragen zur Vielfalt der Kulturszene bei.
Kunst im öffentlichen Raum ist immer ein Wagnis und Gegenstand von Diskussionen. Sie dokumentiert allerdings auch die Verbundenheit von Künstlern mit der Region und kann lokale Eigenarten deutlich machen.
Darum wurde in einer gemeinsamen Initiative der Sparkasse Langen-Seligenstadt und des Kreises Offenbach 1998 das Projekt „Kunst vor Ort“ aus der Taufe gehoben. Im darauf folgenden Jahr konnte das erste Projekt realisiert werden.

## Sparkassen-Finanzgruppe
Die Sparkasse Langen-Seligenstadt ist Teil der Sparkassen-Finanzgruppe und gehört damit auch ihrem Haftungsverbund an. Er sichert den Bestand der Institute und sorgt dafür, dass sie auch im Fall der Insolvenz einzelner Sparkassen alle Verbindlichkeiten erfüllen können. Die Sparkasse vermittelt Bausparverträge der regionalen Landesbausparkasse, offene Investmentfonds der Deka und Versicherungen der SV SparkassenVersicherung. Im Bereich des Leasing arbeitet die Sparkasse Langen-Seligenstadt mit der  Deutschen Leasing zusammen. Die Funktion der Sparkassenzentralbank nimmt die Landesbank Hessen-Thüringen wahr.